# Флаг Балтского района
Флаг Ба́лтского района - официальный символ Балтского района Одесской области, утвержденный 12 октября 2012 решением № 231-6 сессии Балтского районного совета.

## Описание
Флаг представляет собой прямоугольное полотнище с вертикальной крепью в пропорции 2:3, разделенное на три полосы - синюю, желтую и черную. Верхняя синяя полоса — от верхнего древкового угла до середины свободной стороны флага, нижняя черная — от середины вертикального крепления к нижнему правому углу флага, желтая — средняя полоса, нижняя часть средней желтой полосы зубчатая (имеет 7 зубцов).

## Символика
- Синий - красота, духовность, а также развитие, движение вперед, надежда.
- Золотой цвет - символ справедливости, милосердия, силы, благосостояния.
- Черный символизирует скромность, мудрость, постоянство в испытаниях.

Черная полоса на флаге означает черное поле (чернозем), а зубцы - защитный вал, который является наследственным символом Балтского уезда Подольской губернии и отражает древнее стратегическое значение Балтщины, которая в XV - XVIII в. была пограничником между Османской империей и Речью Посполитой. На Балтском уезде также проходила граница между природно-географическими зонами: лесостепной и степной.
Использование традиционных еще с XV столетия для Подолья желтой и синей тинктур свидетельствует историко-этнографическую принадлежность Балтщины. Синий цвет - как один из основных в гербе современной Одесской области, символизирует административное подчинение Балтского района.